# 陳秀喜
陳秀喜（1921年—1991年），是一位臺灣的詩歌創作者。她曾擔任「笠詩社」社長，並與林亨泰等人被稱為「跨越語言的一代」。她的詩作〈臺灣〉曾被梁景峰改寫為〈美麗島〉，另一詩作〈我的筆〉也曾在1978年獲得美國全國詩人協會國際詩獎第二名。
由於她扶植文壇後進不餘遺力，她又被稱作「大家的陳姑媽」。

## 生平
陳秀喜在1921年出生於新竹；後來，她被人收為養女。
在就學階段，她在學業成績上表現優異，但在中學因遭遇月經初來且不知如何應對而受到影響。後來，她在學校之外自學並開始詩歌創作，並在1936年前後開始以日文創作詩、短歌及俳句，又出版日文短歌集《斗室》。
陳秀喜在結婚於1942年後遭受來自婆婆和丈夫所帶來的巨大壓力，並因此在日後創作中持續探討婆媳關係與夫妻關係在傳統社會中對女性帶來的影響。
中華民國政府遷往臺灣後，陳秀喜因應官方語言政策開始學習中華民國國語（簡稱「國語」；她的母語是臺灣閩南話與日語），並在1967年加入笠詩社開始以國語創作詩歌。
1977年，她的詩作〈臺灣〉被淡江大學教師梁景峰改寫為校園民歌〈美麗島〉。
1978年，陳秀喜離婚並移居關仔嶺；此後，她因豪爽好客且積極扶植後進而被眾人稱作「陳姑媽」。
1985年，她再度結婚又隨即離婚。
1991年，陳秀喜逝世，終年70歲。

## 著作
- 1971，詩集覆葉。台北：笠詩刊社。
- 1974，樹的哀樂。台北：笠詩刊社。
- 1975，陳秀喜詩集，大野芳譯。東京都：陳秀喜來日記念詩集刊行會。
- 1981，灶：陳秀喜詩集。高雄：春暉出版社。
- 1989，玉蘭花：陳秀喜詩文集。高雄：春暉出版社。
- 1997a，陳秀喜全集‧1‧詩集，李魁賢編。新竹：新竹市立文化中心。
- 1997b，陳秀喜全集‧2‧詩集，李魁賢編。新竹：新竹市立文化中心。
- 1997c，陳秀喜全集‧3‧譯詩集，李魁賢編。新竹：新竹市立文化中心。
- 1997d，陳秀喜全集‧4‧文集，李魁賢編。新竹：新竹市立文化中心。
- 1997e，陳秀喜全集‧4‧歌集，李魁賢編。新竹：新竹市立文化中心。
- 1997f，陳秀喜全集‧6‧書信集，李魁賢編。新竹：新竹市立文化中心。
- 1997g，陳秀喜全集‧7‧外譯詩集，李魁賢編。新竹：新竹市立文化中心。
- 1997h，陳秀喜全集‧8‧評論集，李魁賢編。新竹：新竹市立文化中心。
- 1997i，陳秀喜全集‧9‧追思集，李魁賢編。新竹：新竹市立文化中心。
- 1997j，陳秀喜全集‧10‧資料集，李魁賢編。新竹：新竹市立文化中心。

## 語錄
- 「我的日語講得好是一種悲哀，我的故鄉被殖民過的傷痕還存在……」[9]

## 相關資料與研究
（按照作者姓氏漢語拼音順序排列）
- 陳玉玲，1997，台灣女性的內在花園：陳秀喜新詩研究。竹塹文獻：6-25。
- 戴寶珠，2002，一株樹的文化寓言：陳秀喜戰後新詩的反殖民內涵與呈現。靜宜人文學報：65-90。
- 李魁賢，1998，陳秀喜年表初編 (續)。笠：124-43。
- 李元貞，1997，從「文化母親」的觀點論：陳秀喜與杜潘芳格兩位前輩女詩人的精神映照。竹塹文獻：26-30。
- 林梵，2000，大家的陳姑媽：陳秀喜的人與詩。聯合文學 16：55-56。
- 阮美慧，1996，笠詩社跨越語言一代詩人研究。東海大學中國文學系碩士論文。
- 阮美慧，2002，台灣精神的回歸：六、七〇年代台灣現代詩風的轉折。國立成功大學中國文學系碩博士班博士論文。
- 王惠萱，2002，台灣現代女詩人作品主題研究。國立中正大學中國文學系碩士論文。
- 鄭慧如，2002，陳秀喜詩中的倫理與自我。竹塹文獻：16-37。
- 張惠婷，2017，斗室裡的星空──陳秀喜短歌研究。成功大學台灣文學系碩士論文。。

## 外部連結
- 台灣詩人選集7 陳秀喜集-國立台灣文學館
- 跨國界的女詩人 陳秀喜（1921－1991）-臺灣女人 （页面存档备份，存于）
- 陳秀喜 - 東華大學 Archive.today的存檔，存档日期2017-05-11
- 台灣作家作品目錄資料庫——陳秀喜 （页面存档备份，存于）